# Scheloribates jucundior
Scheloribates jucundior är en kvalsterart som först beskrevs av Berlese 1923.  Scheloribates jucundior ingår i släktet Scheloribates och familjen Scheloribatidae. Inga underarter finns listade i Catalogue of Life.